# Église de Seili
L'église de Seili (finnois : Seilin kirkko) ou église de Själö (suédois : Själö kyrka) est une église construite sur l'ile Seili en Finlande.

## Présentation
L'église de Seili est un édifice en bois de l'île de Seili, construit en 1733 sur le site de l'ancienne église en bois de Saint-George, déplacé de Turku en 1624.
L'église se trouvait à l'origine sur une île distincte de quatre hectares à l'est de Seili, mais à la suite du rebond post-glaciaire, elle fait depuis longtemps partie de l'île principale.
Elle a été construite sous la direction de Kaarle Jaakonpoika.
Les travaux de construction de l'église ont commencé le 1er juin 1733 et se sont terminés le 23 août 1733.
L'église a été consacrée trois jours plus tard. Depuis lors, aucun changement majeur n'a été fait au sein de l'église. Les fenêtres de l'église ont été agrandies en 1906, et un revêtement extérieur a aussi été réalisé. 
Un auvent a été construit pour protéger la porte d'entrée.

## Architecture
L'église est en forme de croix. 
La nef est orientée Est-Ouest, la sacristie est située au nord et l'autel à l'Est.
Une balustrade sépare la partie ouest de l'église, où se trouvaient les « porteurs de maladies infectieuses », c'est-à-dire les lépreux. 
Le côté des malades avait son propre petit autel et sa propre entrée, qui est maintenant fermée
Les décorations et le tableau de la chaire sont peints par C. J. Holthausen dans les années 1730.
La peinture représente une femme devant un lit de malade ainsi qu'un ange tenant de la chaux et une couronne décorée d'une croix.
Le sujet du retable moderniste peint par Helge Stén entre 1948 et 1949 est le Miracle de la tempête apaisée sur le lac de Tibériade.

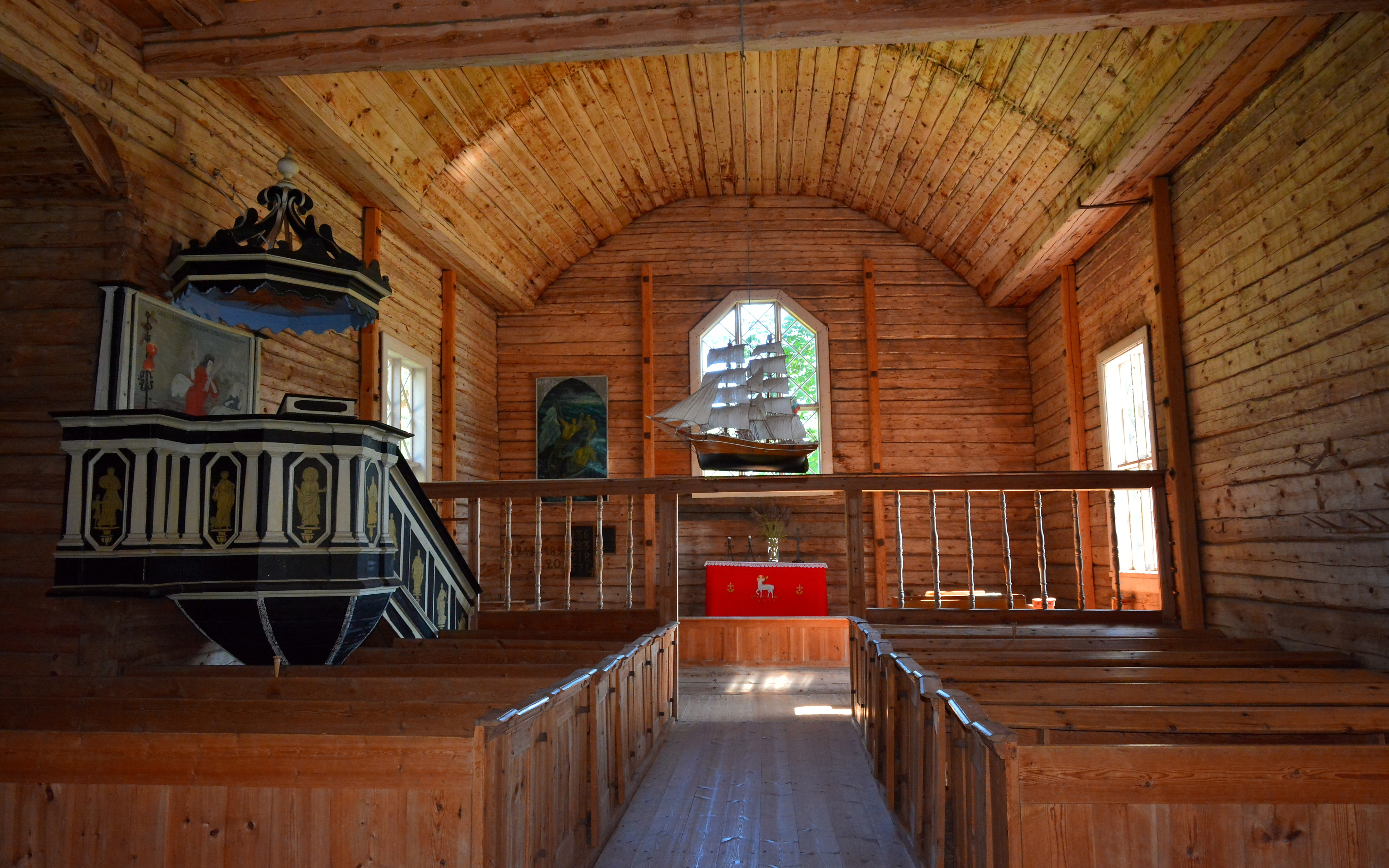
L'intérieur de l'église.

## Galerie

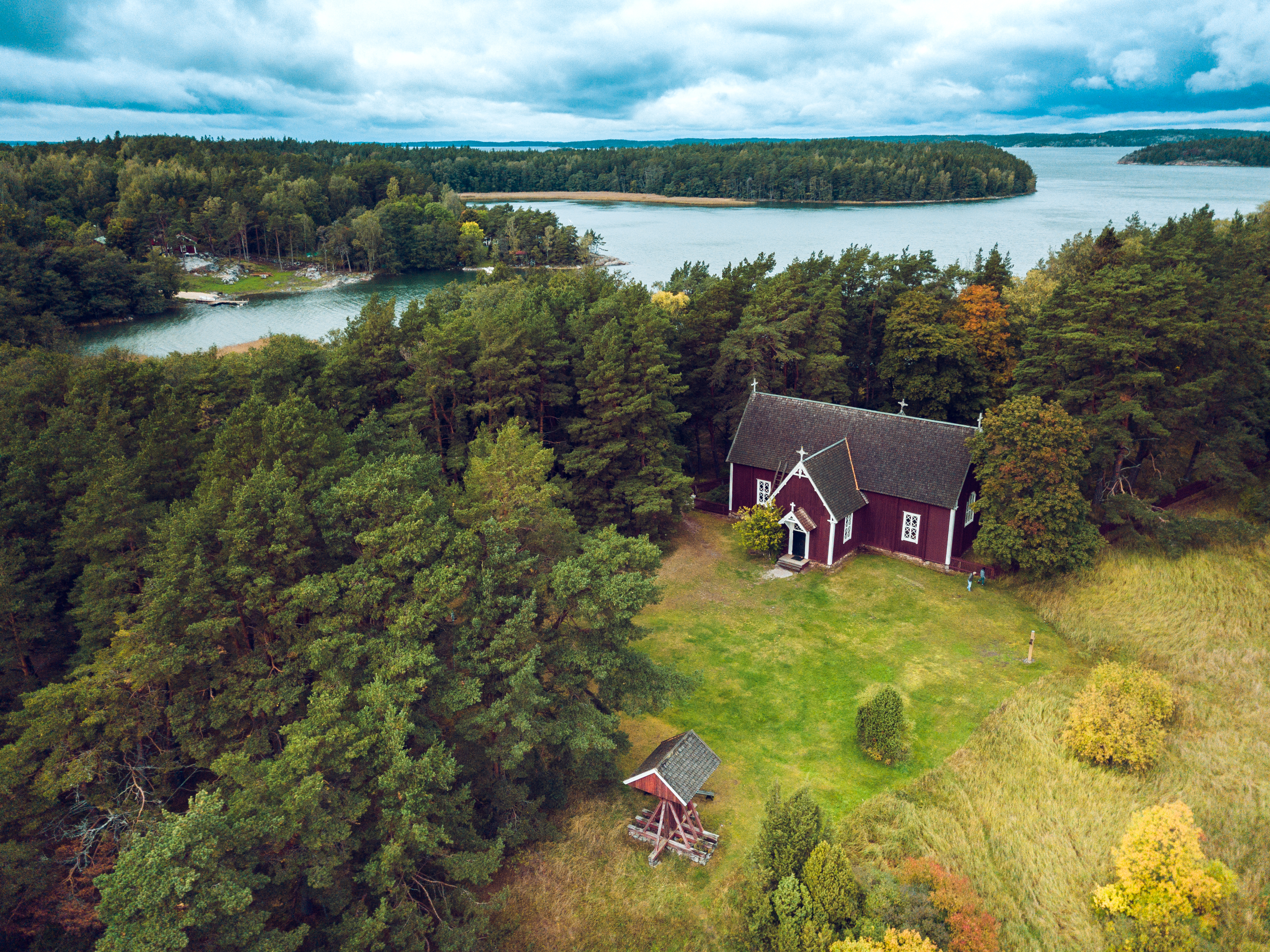
Vue aérienne de l'église.
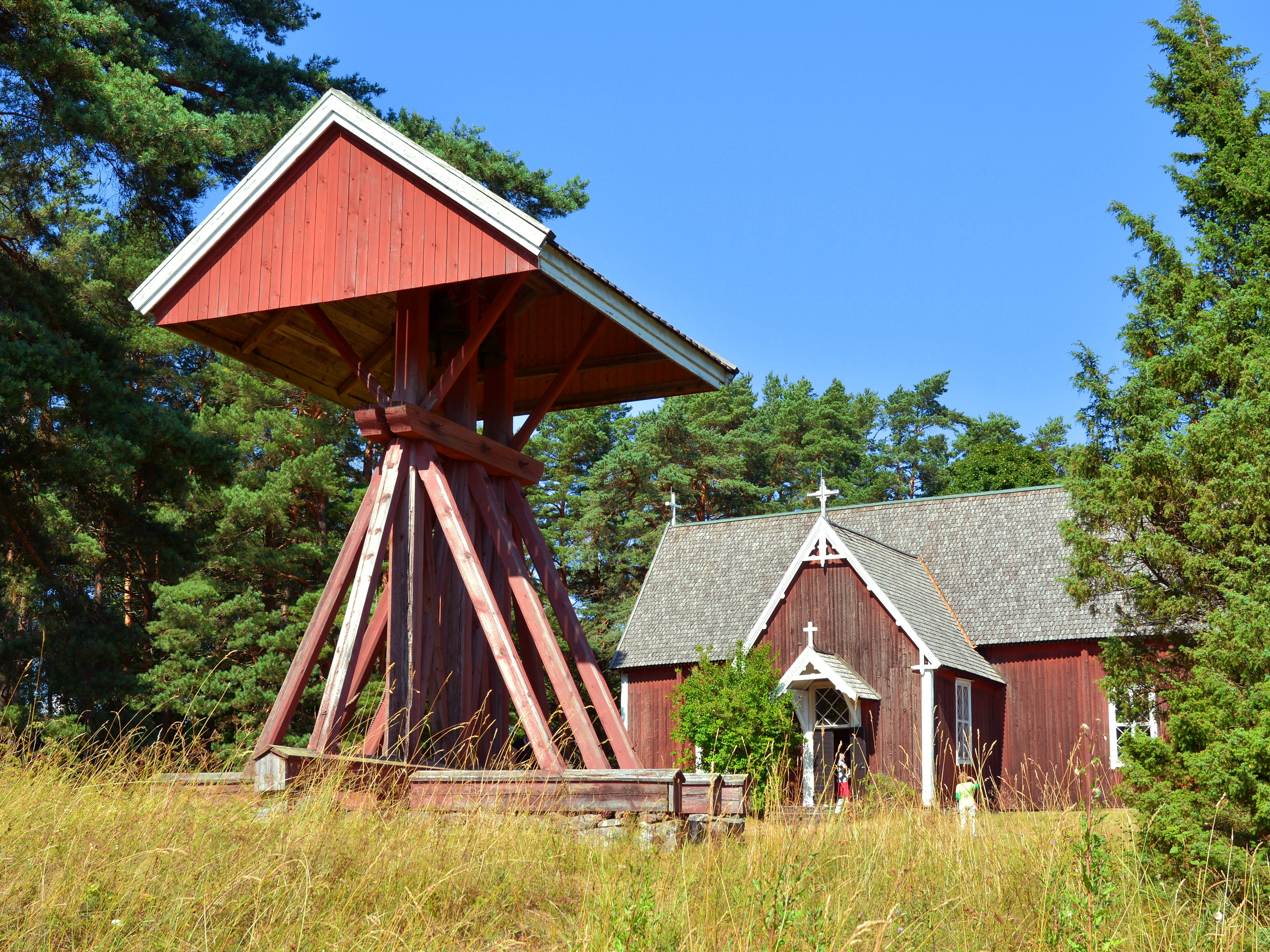
Le clocher.
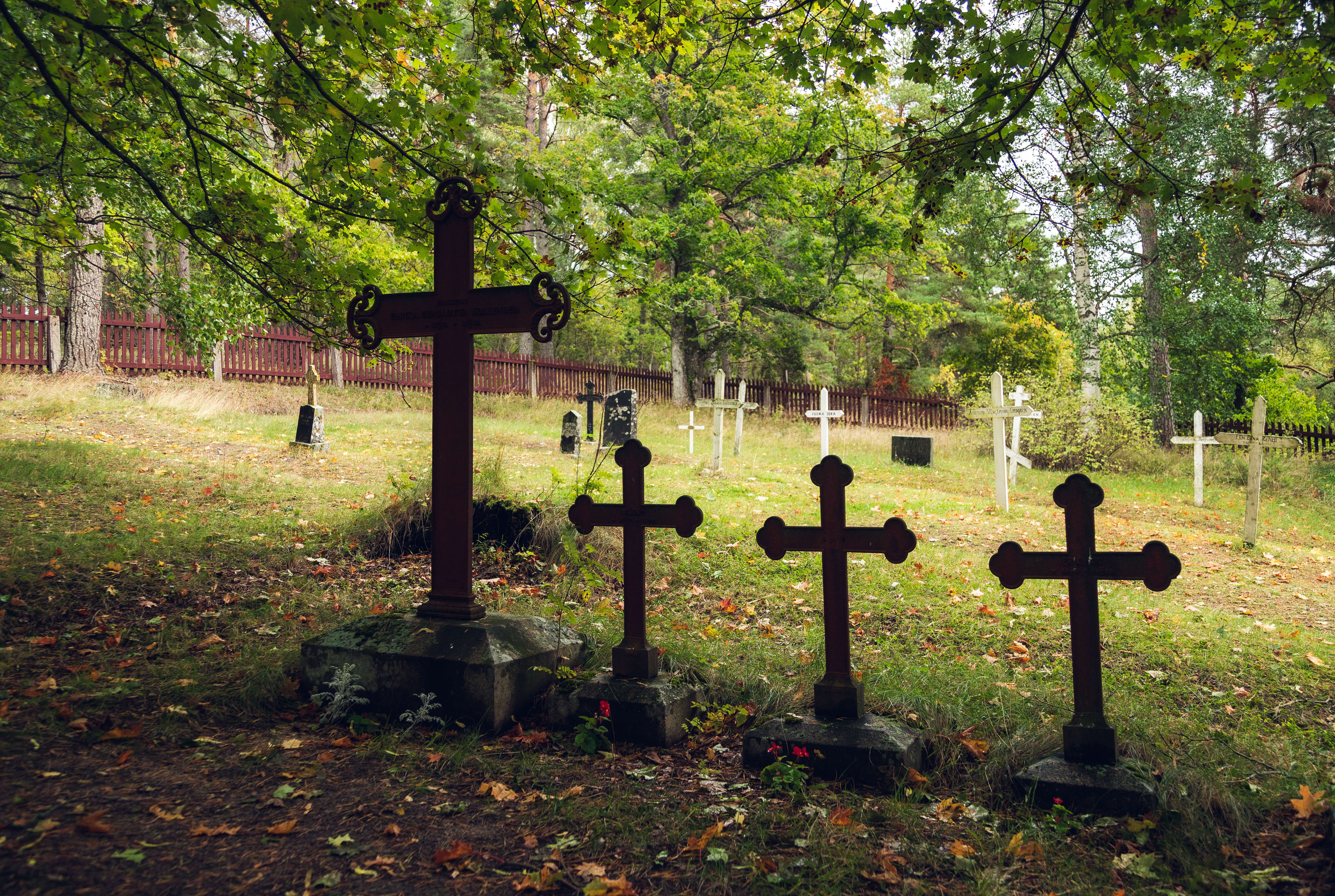
Le cimetière de l'église.